# Lindormen-Klasse
Die Lindormen-Klasse wurde in den 1970er Jahren als Minenleger für die dänische Marine entwickelt und gebaut. Die beiden Schiffe der Klasse gehören inzwischen der estnischen Marine an und werden dort als Führungsschiffe des Minensuchverbandes eingesetzt.

## Geschichte
Die Lindormen wurde 1977 als erstes der zwei Einheiten umfassenden Schiffsklasse auf der Svendborg Værft gebaut. In den Jahren 1978 bis 2004 wurde sie von der dänischen Marine eingesetzt. Anschließend wurde das Schiff als Tasuja von der estnischen Marine übernommen und von 2006 bis 2016 als Kommando- und Taucherbasisschiff des dortigen Minenabwehrverband verwendet.
Die Lossen wurde 1977 als zweites Schiff der Klasse auf der Svendborg Værft gebaut und ebenfalls von der dänischen Marine eingesetzt. Anschließend wurde auch sie von der estnischen Marine übernommen, verblieb aber (anders als das Schwesterschiff) zunächst in Reserve. Am 1. November 2016 wurde sie, als Wambola, von Estland wieder in Dienst genommen. Das Schiff dient der dortigen Marine heute als Kommando- und Basisschiff für die Minentaucher.

## Konstruktion
Die Lindormen-Klasse wurde speziell zum Legen von kontrollierten Minenfeldern entwickelt. Außerdem verfügt sie über begrenzte Kapazitäten für Brennstoff und Frischwasser, um auf See als Versorger zu fungieren. Das Schiff ist eisverstärkt und verfügt über diverse bordinterne Werkstätten. Zwei Schlauchboote für 4–8 Personen, ein Kran für 2,2 Tonnen Last sowie eine Unterwasserkamera sind verfügbar, um die Ausbildung der Minentaucherabteilung zu unterstützen. Für die Arbeit der Taucher gibt es außerdem Schiffsluken, welche sich direkt an der Wasseroberfläche befinden, sowie Druckausgleichszellen.

## Einheiten
Dänemark
| Kennung | Name    | Stapellauf        | Dienstzeit    | Verbleib             |
| ------- | ------- | ----------------- | ------------- | -------------------- |
| N 43    | Lindorm | 7. Juni 1977      | 1978 bis 2004 | an Estland (Tasuja)  |
| N 44    | Lossen  | 9. September 1977 | 1978 bis 2004 | an Estland (Wambola) |

 Estland
| Kennung | Name    | Dienstzeit    | Verbleib |
| ------- | ------- | ------------- | -------- |
| A 432   | Tasuja  | 2006 bis 2016 |          |
| A 433   | Wambola | seit 2016     |          |